# Агордо
Агордо, Аґордо (італ. Agordo, вен. Agort) — муніципалітет в Італії, у регіоні Венето, провінція Беллуно.
Агордо розташоване на відстані близько 490 км на північ від Рима, 95 км на північ від Венеції, 20 км на північний захід від Беллуно.
Населення — 4165 осіб (2014). Щорічний фестиваль відбувається 29 червня. Покровитель — Петро (апостол).

## Демографія
Населення за роками:

Станом на 1 січня 2023 року в муніципалітеті офіційно проживало 236 іноземців з 38 країн, серед них 40 громадян країн Євросоюзу та 53 громадяни України.

## Спорт
У місті базується хокейна команда «Агордо».

## Сусідні муніципалітети
- Ла-Валле-Агордіна
- Ривамонте-Агордіно
- Таїбон-Агордіно
- Вольтаго-Агордіно
- Валь-ді-Цольдо

## Уродженці
- Ліно Де Тоні — італійський хокеїст.